# Coșula

Localização no Município de Botoșani

Coşula é uma comuna romena localizada no distrito de Botoşani, na região de Moldávia. A comuna possui uma área de 54.55 km² e sua população era de 3009 habitantes segundo o censo de 2007.